# Петра Новс
Петра Новс (нім. Petra Nows, 23 червня 1953) — німецька плавчиня.
Учасниця Олімпійських Ігор 1972 року.
Призерка Чемпіонату світу з водних видів спорту 1973 року.